# Gare d'Ennevelin
La gare d'Ennevelin est une gare ferroviaire française de la ligne de Fives à Hirson, située sur le territoire de la commune de Templeuve-en-Pévèle, à proximité d'Ennevelin, dans le département du Nord, en région Hauts-de-France.
Un point d'arrêt est mis en service en 1891, par la Compagnie des chemins de fer du Nord. C'est désormais une halte de la Société nationale des chemins de fer français (SNCF), desservie par des trains TER Hauts-de-France.

## Situation ferroviaire
Établie à 27 mètres d'altitude, la halte d'Ennevelin est située au point kilométrique (PK) 11,693 de la ligne de Fives à Hirson, entre les gares de Fretin et de Templeuve.

## Histoire
Le point d'arrêt pour trains légers d'Ennevelin, créé au PK 11,675, est mis en service en 1891 par la Compagnie des chemins de fer du Nord.

## Service des voyageurs

### Accueil
Halte de la SNCF, c'est un point d'arrêt non géré (PANG) à accès libre.

### Desserte
Ennevelin est desservie par des trains omnibus du réseau TER Hauts-de-France, au rythme d'un aller-retour quotidien (uniquement les jours ouvrés), qui effectuent des missions entre les gares de Lille-Flandres et de Valenciennes (ligne C60).

### Intermodalité
Aucun parking n'est aménagé à ses abords.